# Bina Daigeler
Bina Daigeler (* 1965 in München) ist eine in Spanien lebende deutsche Kostümbildnerin.

## Leben
Bina Daigeler, geborene Sabine Daigeler, verbrachte ihre Kindheit in Ottobrunn. Sie absolvierte von 1982 bis 1985 eine Schneiderlehre bei Breuer Kostümverleih in München. Durch diese Tätigkeit kam sie erstmals in Kontakt zu Filmproduktionen. Ihre Karriere beim Fernsehen begann sie als Garderobiere. Als Assistentin der verantwortlichen Kostümbildnerin arbeitete sie u. a. für die 1987 vom ZDF ausgestrahlte Fernsehserie Anna. Nach ihrem Umzug nach Spanien arbeitete sie zunächst als Assistentin eines Kostümbildners für das spanische Fernsehen. Ihr erstes Engagement in einem Spielfilm hatte sie in dem Historienfilm 1492 – Die Eroberung des Paradieses von Ridley Scott. Für den Film Airbag von Juanma Bajy Ullosa, der mit zwei Goyas ausgezeichnet wurde, war sie zum ersten Mal selbst als Kostümbildnerin hauptverantwortlich.
Inzwischen hat sie u. a. mit Pedro Almodóvar, Antonio Banderas, Christopher Hampton, Fernando León, Jim Jarmusch, Jonathan Jakubowicz, Mabrouk El Mechri, Steven Soderbergh, Oliver Stone, Wim Wenders und Julian Rosefeldt zusammengearbeitet. 2011 entwarf sie für Rosefeldts 4-Channel-Installation Meine Heimat ist ein düsteres wolkenverhangenes Land die Kostüme, 2014 folgte seine 12-Channel-Installation Manifesto mit Cate Blanchett in 13 unterschiedlichen Rollen. Für Manifesto erhielt Bina Daigeler den Deutschen Filmpreis 2018.
Für die von ihr entworfenen Kostüme für den Film Mulan war sie 2021 für einen Oscar nominiert.
Im Februar 2025 wurde Daigeler Jurymitglied bei der 75th Berlinale.
Bina Daigeler lebt in Spanien, ist verheiratet und hat zwei Kinder.